# Грозный, Андрей Викторович
Андрей Викторович Грозный (настоящая фамилия — Горзий; род. 31 мая 1968) — российский композитор и музыкальный продюсер, создатель одной из первых женских групп в России — группы «Блестящие». Также является продюсером таких проектов, как: Жанна Фриске, групп «Амега» и «Баунти». В прошлом — музыкант группы «Кар-Мэн».

## Биография
Андрей Грозный родился 31 мая 1968 года в Москве. Мать — доктор, отец — военный. C детства решил стать музыкантом. Служил в Серпухове, в военном оркестре. Там же познакомился с Андреем Шлыковым, с которым в дальнейшем стал сотрудничать. После армии стал серьёзно заниматься акустической гитарой.
В начале 1989 года вместе со Шлыковым и Сергеем Огурцовым (Лемо́хом) стал участником рок-группы «Кармен», выступая на разогреве у певца Дмитрия Маликова. Летом после концерта в Магнитогорске менеджер музыкального центра «Союз», Константин Гончарук, пригласил музыкантов на студию группы «Дюна» в Долгопрудном, чтобы записать несколько новых песен для певца Владимира Мальцева, директора того же центра. На студию также приехал аранжировщик Богдан Титомир, чтобы помочь композитору Лемо́ху с написанием песни «Париж, Париж». После недолгих раздумий была создана группа Владимира Мальцева, в которую вошли Лемо́х, Титомир, Грозный и Шлыков. В сентябре во время возвращения группы Мальцева со съёмок первого выпуска программы «50/50» в скором поезде «Москва — Витебск» Титомир и Лемо́х решили объединиться в дуэт и играть музыку в стиле «экзотик-поп».
Осенью 1990 года Грозный поступил в музыкальное училище. Во время учёбы вместе с бас-гитаристом Шлыковым работал в джаз-коллективе «4А» в ресторане «День и ночь» на «Коломенской», зарабатывая на первый синтезатор (Ensoniq TS-10).
В 1992 году в том же ресторане Грозный познакомился с вокалистом Кристианом Рэем, который искал аранжировщика для начала сольной карьеры. Репетиции проходили днём в съёмной двухкомнатной квартире на Ленинском проспекте, а вечером Рэй отвозил клавишника в ресторан на собственном автомобиле Иж-2125 «Ко́мби» и забирал его с работы в четыре часа утра. Спустя некоторое время Грозный убедил Рэя в том, что им нужен менеджер и предложил взять в команду своего друга Шлыкова, который имел необходимые на тот момент деньги для раскрутки проекта. Таким образом была создана рэп-группа «МФ-3», название которой расшифровывается как «МегаФорс-3», поскольку в первом составе было три человека: солист Рэй и два танцора. Автором текстов песен был Рэй, а за музыку отвечал Грозный. Широкую известность получили такие композиции, как «Делай БЭП», «Круг луны, знак любви» (дуэт с Кристиной Орбакайте) и «Наше поколение», ставшее «гимном поколения 90-х».
Весной 1996 года Грозный вместе со Шлыковым основал женскую поп-группу «Блестящие». Грозный стал музыкальным продюсером группы, а Шлыков — её менеджером. Проект стал русским аналогом британской поп-группы Spice Girls. В первоначальный состав вошли: солистка Ольга Орлова и две бэк-вокалистки и танцовщицы Варя и Полина. Тексты для дебютного альбома «Там, только там» написал Кристиан Рэй, а его релиз состоялся 11 апреля 1997 года. Впоследствии стала одной из самых популярных женских групп на российской эстраде.
В 1999 году создал группа «Амега», которая просуществовала до 2006 года, после чего её участники занялись сольными проектами, однако заявления о распаде группы не было.
В 2003 году стал продюсером певицы Жанны Фриске — экс-солистки группы «Блестящие». Сотрудничество Грозного и Фриске продолжалось до 2011 года, так как Фриске стала ведущей шоу «Каникулы в Мексике», и у неё не оставалось времени на музыку. В этом же году Грозный занялся продюсированием певицы Кати Баженовой, которая изначально исполняла песни Жанны Фриске.

## Личная жизнь
Во время работы с группой «Блестящие» встречался с Жанной Фриске. Вместе с уходом из группы певица рассталась и с Грозным. В 2009 году Грозный сделал ей предложение, но Фриске не согласилась. В 2011 году прекратили и рабочие отношения.
Жена — Ксения Горзий, занималась пиаром. Двое детей, дочь Анна Горзий (род. 10.01.1992) от брака с Инной.

## Композитор
Пишет музыку к песням артистов, которых продюсирует, иногда и слова к песням:
Жанна Фриске
- Альбом Жанна

«Блестящие»
- За четыре моря
- Восточные сказки
- Одноклассники